# Ефект Вілларі
Ефе́кт Ві́лларі (магнетопружний ефект) — вплив механічних деформацій (розтягання, кручення, згину тощо) на намагніченість феромагнетика. Відкритий (1865) італійським фізиком Е. Вілларі (італ. Emilio Villari, 1836—1904). Ефект Вілларі є зворотнім явищем до магнетострикції (зміна розмірів феромагнетика при його намагнічуванні).

## Прояви ефекту
Феромагнетики (наприклад, нікель чи пермалой — із вмістом нікелю понад 82 %), котрі при намагнічуванні скорочуються у розмірах (негативна магнетострикція), при розтягуванні зменшують свою намагніченість (негативний магнетопружний ефект). Навпаки, розтягання феромагнетиків з позитивною магнетострикцією (наприклад, стержня із пермалою з 65 % Ni, що має найвищу чутливість до механічних деформацій) приводить до зростання їх намагніченості (позитивний магнетопружний ефект). При стисканні знак магнетопружного ефекту змінюється на протилежний. У пермалою із вмістом Ni 82 % магнетопружний ефект відсутній.

## Пояснення принципу
Ефект Віларі пояснюється тим, що при дії механічних напружень змінюється доменна структура феромагнетика, що визначає його намагніченість. Він знаходить застосування у техніці при створенні матеріалів їз заданими магнітними властивостями.

## Використання
Ефект Вілларі покладений в основу принципу роботи магнітопружних перетворювачів, що базується на зміні магнітної проникності μ (або магнітної індукції В) феромагнітних тіл в залежності від механічних напружень σ, що обумовлені впливом зусиль P (розтягувальних-стискувальних, згинаючих чи кручення) на феромагнітні тіла.
В загальному випадку магнітопружний ефект має нелінійний характер, що залежить від значення напруженості прикладеного поля Н. Але, вибираючи відповідні режими роботи, можна отримати лінійні ділянки залежності μ = f(σ) або μ = f(Р). Одночасну зміну магнітної проникності і лінійних розмірів осердь, що відбувається під дією механічного навантаження, можна використовувати для вимірювання тиску, зусиль, моментів. Відносну чутливість магнітопружного матеріалу можна характеризувати коефіцієнтом тензочутливості
{\displaystyle K_{T}={\frac {\Delta \mu /\mu }{\Delta l/l}}={\frac {\epsilon _{\mu }}{\epsilon _{l}}}}
Коефіцієнт тензочутливості може сягати значень KT = 300.